# Record (sporttidning)
Record (Rekordet på svenska) är en portugisisk daglig sporttidning och nättidning, grundad 1948, som utkommer i Lissabon, Portugals huvudstad.